# Petr Czudek
Petr Czudek (Opava, 30 ottobre 1971) è un ex cestista e allenatore di pallacanestro ceco.

## Carriera
Con la Rep. Ceca ha disputato i Campionati europei del 1999.

## Palmarès

### Giocatore
- Campionato cecoslovacco: 2

Brno: 1988, 1990
- Campionato ceco: 7

Brno: 1993-1994, 1994-1995, 1995-1996
Opava: 1996-1997, 1997-1998, 2001-2002, 2002-2003
- Coppa della Repubblica Ceca: 2

Opava: 1999, 2003
- 1. liga: 1

Opava: 2007-08

### Allenatore
- Coppa della Repubblica Ceca: 1

Opava: 2022
- Campionato ceco: 1

Opava: 2022-2023